# Ото III (Валдек)
Вижте пояснителната страница за други личности с името Ото III.
Ото III фон Валдек (на немски: Otto III von Waldeck zu Landau; * ок. 1389; † 1458/1459) е вторият граф на Валдек-Ландау (1431 – 1459).
Той е син на граф Адолф III фон Валдек в Ландау († 1431) и съпругата му Агнес фон Цигенхайн († 1438), дъщеря на граф Готфрид VIII фон Цигенхайн († 1394) и принцеса Агнес фон Брауншвайг-Гьотинген († 1416). Внук е на Хайнрих VI фон Валдек († 1397) и Елизабет фон Берг († 1388).

## Фамилия
Ото III се жени ок. 1424 г. за Анна фон Олденбург († 22 юни 1438), дъщеря на граф Мориц III фон Олденбург (ок. 1360 – 1420) и Елизабет фон Брауншвайг-Волфенбютел (ок. 1360 – 1420). Те имат децата:
- Йохан († 30 август 1431)
- Хайнрих († 30 август 1438)
- Ото IV (1440/1441 – 1495), последен граф на Валдек-Ландау.